# Donato Magno
Donato Magno fue el personaje que dio nombre a la secta cristiana  cismática donatista constituida en el Norte de África. Se cree que murió hacia el año 355.

## Vida
Poco se sabe de sus primeros años, a causa de haberse perdido su correspondencia y sus trabajos iniciales. Figura como Demetrio Casae Nigrae en los registros eclesiásticos correspondientes a octubre del año 313. Casae era un asentamiento situado en la frontera sur de las llanuras de Numidia, al sur de Teveste, un área ocupada predominantemente por descendientes del pueblo bereber.
El motivo fue que el obispo Melquíades le halló culpable de rebautizar a los clérigos lapsi de las persecuciones cristianas, con lo que se originó un cisma con la Iglesia. Estos acontecimientos pueden haber tenido lugar hacia el año 311, antes de que Donato llegara a Cartago.
El fondo de la controversia fue la oleada de persecuciones anticristianas que desató el emperador Diocleciano. Algunos dirigentes de la Iglesia, que no deseaban sufrir torturas ni convertirse en mártires, estuvieron dispuestos a adorar a los dioses del viejo panteón, considerados ídolos por los cristianos, o a entregar los Libros sagrados y las propiedades eclesiásticas a las autoridades imperiales. Estos llegaron a ser conocidos como traditores. Uno de ellos, llamado Félix de Aptungi, participó —entre otros— en la consagración episcopal, como obispo de Cartago, de Ceciliano. Los fieles que se negaron a aceptar su autoridad eligieron a Majoriano como obispo rival o antiobispo. Éste murió al poco tiempo, y le sucedió Donato, dispuesto a continuar la lucha.

## Cisma
El cisma entre las dos ramas cristianas se centró en la situación del clero traditor. Los donatistas sostenían que aquellos no podían ser readmitidos si no se volvían a bautizar y a ordenar. Asimismo sostenían que los rituales eclesiásticos llevados a cabo por los mismos eran inválidos. Por tanto, las personas que habían sido bautizadas o consagradas no debían ser reconocidas por la Iglesia. Esto era relativamente consistente con el pensamiento de san Cipriano, que murió mártir unos cincuenta años atrás. Sin embargo, la Iglesia romana creía que los clérigos lapsos podían llevar a cabo su labor si seguían el ritual eclesiástico.
Ante esta situación, la secta donatista se expandió durante cuarenta años, aunque no consiguió el reconocimiento oficial. Este esfuerzo fracasó porque los donatistas fueron incapaces de probar en una serie de concilios que Ceciliano había sido un traditor, o que lo había sido el obispo que le ordenó, Félix de Aptunga, pero triunfó momentáneamente debido a la impopularidad de Ceciliano entre la administración romana y la población rural. Además, los obispos y sacerdotes donatistas estaban más próximos a los campesinos, tanto a los granjeros romanos como a los descendientes de los indígenas bereberes y fenicios anteriores a la conquista romana. En efecto, la mayoría de su clero hablaba las lenguas vernáculas libia o púnica, tan bien como el latín, mientras que el clero católico, sólo el latín.

## Expansión donatista
En mayo de 321 el emperador Constantino I renunció a los múltiples esfuerzos desplegados con vistas a restablecer la unidad de la Iglesia, debido a que iniciaba una guerra con Licinio, y permitió el regreso de los donatistas desterrados. Esto permitió a Donato llevar a cabo la organización y consolidación interna de su Iglesia. Así, se erigieron capillas, iglesias e incluso grandes basílicas, a pesar de choques esporádicos con los católicos, que iban quedando reducidos a una minoría. El éxito donatista fue considerable en el Norte de África, aunque no en otras regiones. Sólo en Roma pudieron fundar una comunidad relativamente pequeña. En tiempos del emperador -Constante, Donato se atrevió a solicitar la unificación de los cristianos del Norte de África bajo dirección donatista. Sin embargo, chocó con los funcionarios imperiales enviados y no hubo ningún acuerdo.
A partir de 340 cobró importancia el movimiento de los circunceliones, marginal, pero muy combativo. No hay una única explicación sobre su origen y finalidad. Sus adeptos preferían llamarse «milites Christi» o «agonistici», con lo cual querían ser tenidos como herederos y representantes de los mártires cristianos, hasta el punto de que, en su ansia fanática de la muerte, se exponían a combates sangrientos con los enemigos de la fe, ya fueran paganos o católicos. Quienquiera que hallara la muerte en combate era tenido por mártir, por lo que se le sepultaba en el interior de un templo y se le dedicaba una lápida conmemorativa. Junto al fanatismo religioso había un elemento social, declarándose a veces enemigos de los ricos terratenientes romanos de Numidia y Mauritania, a los que asaltaban y secuestraban.
El régimen donatista se sirvió de ellos, según sus intereses, apoyándolos o distanciándose, según las circunstancias. Cuando en 347 el obispo Donato de Bagai lanzó a los circunceliones a la resistencia armada contra las tropas romanas en Numidia, su decisión tuvo consecuencias fatales para la causa, pues la resistencia fue desbaratada y el obispo, ejecutado. Estos y otros acontecimientos hicieron virar la política religiosa del emperador en el Norte de África. Un edicto del mismo año dispuso la unión de ambas Iglesias, bajo la dirección del pastor católico Grato de Cartago. Donato y otros dirigentes fueron enviados al destierro, después de la conferencia de Arlés, donde la apelación de Donato fue rechazada. Esto produjo gran conmoción en el pueblo llano, que se sometió al mandato con escasa resistencia. Donato permaneció en la Galia hasta su muerte

## El donatismo después de Donato
La unión subsistió catorce años, hasta la llegada del emperador Juliano el Apóstata en 361. Este tiempo no fue aprovechado por la Iglesia católica para consolidar el proceso. Juliano revirtió a la situación anterior, permitiendo la vuelta de los donatistas exiliados y la restitución de sus iglesias. Ahora, la minoría católica fue represaliada, ante la indiferencia de los funcionarios.
El movimiento donatista llegó a su apogeo bajo el obispo Parmeniano, sucesor de Donato, pero la situación se deterioró a partir de 372, cuando la Iglesia donatista apoyó al usurpador Firmo, pues los romanos aplastaron la rebelión y prohibieron el culto donatista.
Tras la muerte de Parmeniano, le sucedió el extremista Primiano, que provocó una escisión en 393, degenerando los circunceliones en tropas paramilitares a las órdenes del obispo, y abocando a la decadencia definitiva de la secta.